# クリス・チェッティ
クリス・チェッティ（Christopher "Chris" Chetti）は、アメリカ合衆国のプロレスラー。ニューヨーク州コピアーグ出身。

## 来歴

### ECW
1996年、プロレスラーになるためECWが主宰するトレーニングセンターであるハウス・オブ・ハードコアに入門。タズ、マイキー・ウィップレックに師事し、同年9月21日、GQゴージャス（GQ Gorgeous）のリングネームでプロレスラーデビューを果たす。1997年よりリングネームを本名名義へと変更し、中堅として位置で活躍。プロレスリング・イラストレーテッドよりルーキー・オブ・ザ・イヤーに選出された事によりザ・ルーキーのニックネームを冠する。
1998年4月、初来日してFMWに参戦。同月30日のブレーンバスター・スーパーマッチにて大矢剛功、中川浩二と3wayイリミネーションマッチを行うが2本目で大矢にフォールされ敗戦した。
1999年4月、ノヴァとタッグを結成。ECW世界タッグ王座を保持するダッドリー・ボーイズ（ババ・レイ・ダッドリー & ディーボン・ダッドリー）に数度挑戦するが奪取する事ができなかった。7月よりロードキル & ダニー・ドーリングと抗争を開始。同月18日、Heat Wave 1999にて対戦した際にはタイダルウェーブを決めて勝利。8月からはマネージャーであるジャズとアンジェリカを絡めたミックスマッチも行った。
2000年3月21日、Living Dangerously 2000では外敵として参戦してきた邪道 & 外道と対戦してタイダルウェーブで仕留め返り討ちにした。実力派タッグチームとして君臨したものの結局ECW世界タッグ王座を獲得する事ができず11月5日、November to Remember 2000にてノヴァと敗者はECWから解雇となるルーザーリーブスECWマッチを行い敗戦し、ECWから退団した。

### インディー団体
ECW退団後、メリーランド州を拠点とするMCW（Maryland Championship Wrestling）、ペンシルバニア州を拠点とする3PW（Pro Pain Pro Wrestling）といったインディー団体に参戦。2002年には元ECWのレスラー達が集うXPW（Xtreme Pro Wrestling）に参戦。2005年9月16日、WWEがECW One Night Stand 2005を開催する前にアンチテーゼを唱えたシェーン・ダグラスが先手を打って開催したECWリユニオンイベントであるHardcore Homecomingに参戦。ECW時代のライバルであるダニー・ドーリングと対戦するが敗戦した。
2013年4月5日、ニュージャージー州を拠点とするPWS（Pro Wrestling Syndicate）に参戦。ECW時代の盟友であるノヴァと組んでザ・ハリケーン & スターマンと対戦して勝利した。

## 得意技
- アミティビル・ホラー

フィニッシャー。サモアンドライバー
- ブルーサンダー

背後から抱えてジャンピングボムの形で落とす技。秋山準の得意技と知られる。
- シザースキック
- タイダルウェーブ

ノヴァとの合体技。2人でコーナーポストから自身はダイビング・スプラッシュ、ノヴァがダイビング・レッグドロップを同時に仕掛ける。

## 獲得タイトル
ECW
- ECW FTWヘビー級王座 : 1回

NWAミッドウェスト
- NWAミッドウェストBMF王座 : 1回

他、アメリカのインディー団体を中心にタイトルを獲得。

## 入場曲
- Sad But True
- Livin La Vida Loca
- The Real Slim Shady
- Perry Mason
- Superbeast
- Intergalactic